# Mionochroma spinosissimum
Mionochroma spinosissimum là một loài bọ cánh cứng trong họ Cerambycidae.